# Сингх, Чаранджит
Чаранджит Сингх (хинди चरणजीत सिंह, англ. Charanjit Singh, 3 февраля 1931, Мэри, Британская Индия — 27 января 2022, Уна, Химачал-Прадеш) — индийский хоккеист (хоккей на траве), полузащитник. Олимпийский чемпион 1964 года, серебряный призёр летних Олимпийских игр 1960 года.

## Биография
Чаранджит Сингх родился 22 февраля 1931 года в индийской деревне Мэри.
Учился в школах полковника Брауна и Дехра Дуна, затем в Пенджабском университете.
Играл в хоккей на траве за Пенджаб.
В 1960 году вошёл в состав сборной Индии по хоккею на траве на Олимпийских играх в Риме и завоевал серебряную медаль. Играл на позиции полузащитника, провёл 4 матча, мячей (по имеющимся данным) не забивал.
В 1962 году в составе сборной Индии по хоккею на траве завоевал серебряную медаль на летних Азиатских играх в Джакарте. На 6-й минуте финала против сборной Пакистана получил перелом носа после удара Манзура Хуссейна Атифа со штрафного углового и был госпитализирован.
В 1964 году вошёл в состав сборной Индии по хоккею на траве на Олимпийских играх в Токио и завоевал золотую медаль. Играл на позиции полузащитника, провёл 9 матчей, мячей не забивал. Был капитаном команды.
Последней для Сингха перед уходом на пенсию была должность директора департамента физвоспитания в университете Химачал-Прадеш в Шимле.
В 2017 году перенёс инсульт и с тех пор был частично парализован.
Умер 27 января 2022 года в своём доме в индийском городе Уна в результате остановки сердца.

## Семья
Брат Чаранджита Сингха Балдев Сингх Догра также играл в хоккей на траве, служил в ВВС Индии.